# Moshe Safdie
Moshe Safdie (Haifa, 14 de julho de 1938) é um arquiteto e urbanista israelense de origem síria, tendo realizado várias obras em todo o mundo.

## Vida
Safdie nasceu em Israel durante o Mandato Britânico da Palestina em uma família judia síria, mas se mudou para Montreal ainda adolescente.  mas mudou-se ainda adolescente para Montreal. Um aplicado aluno da Universidade McGill, Safdie foi aprendiz de Louis Kahn, com quem adquiriu quase todos os seus conhecimentos sobre arquitetura moderna. Nos primeiros anos de seu estudo trabalhou no escritório de Sandy van Ginkel. Quando Safdie tinha 24 anos, seu mestre foi convidado a projetar um prédio para a Expo 67: o Habitat 67.

## Trabalhos publicados

### Livros
- With Intention to Build: The Unrealized Concepts, Ideas, and Dreams of Moshe Safdie. Ed. Michael Crosbie. Melbourne, Victoria: Images Publishing Group, 2020.
- Megascale, Order & Complexity. Ed. Michael Jemtrud. Montreal: McGill University School of Architecture, 2009.
- The City After the Automobile: An Architect's Vision. With Wendy Kohn. New York: Basic Books; Toronto: Stoddart Publishing Co., 1997.
- The Language and Medium of Architecture (lecture at Harvard University Graduate School of Design delivered November 15, 1989)
- Jerusalem: The Future of the Past. Boston: Houghton Mifflin, 1989.
- Beyond Habitat by 20 Years. Ed. John Kettle. Montreal and Plattsburgh, NY: Tundra Books, 1987.
- The Harvard Jerusalem Studio: Urban Designs for the Holy City. Asst. eds. Rudy Barton and Uri Shetrit. Cambridge, MA: The MIT Press, 1985.
- Form & Purpose. Ed. John Kettle. Boston: Houghton Mifflin, 1982.
- Habitat Bill of Rights With Nader Ardalan, George Candilis, Balkrishna V. Doshi, and Josep Lluís Sert. Imperial Government of Iran Ministry of Housing, 1976.
- For Everyone A Garden. Ed. Judith Wolin. Cambridge, MA: The MIT Press, 1974.
- Beyond Habitat. Ed. John Kettle. Cambridge, MA: The MIT Press, 1970.
- Habitat. Montreal: Tundra Books, 1967.

### Principais publicações sobre Moshe Safdie
- Jewel Changi Airport. Melbourne, Victoria: Images Publishing Group, 2020.
- Safdie. Mulgrave, Victoria: Images Publishing Group, 2014.
- Reaching for the Sky: The Marina Bay Sands Singapore. Singapore: ORO Editions, 2013.
- Peace Building: The Mission, Work, and Architecture of the United States Institute of Peace. Dalton, MA: The Studley Press, 2011.
- Valentin, Nilda, ed. Moshe Safdie. Rome: Edizione Kappa, 2010.
- Moshe Safdie I. Mulgrave, Victoria: Images Publishing Group, 2009.
- Moshe Safdie II. Mulgrave, Victoria: Images Publishing Group, 2009.
- Global Citizen: The Architecture of Moshe Safdie. New York:Scala Publishers, Ltd., 2007.
- Yad Vashem: Moshe Safdie – The Architecture of Memory. Baden, Switzerland: Lars Müller Publishers, 2006.
- Moshe Safdie, Museum Architecture 1971–1988. Tel Aviv: Genia Schreiber University Art Gallery, Tel Aviv University, 1998.
- Kohn, Wendy, ed. Moshe Safdie. London: Academy Editions, 1996.
- Moshe Safdie: Buildings and Projects, 1967–1992. Montreal: McGill-Queens University Press, 1996.
- Rybczynski, Witold. A Place for Art: The Architecture of the National Gallery of Canada. Ottawa: National Gallery of Canada, 1993.
- Montreal Museum of Fine Arts: Jean-Noël Desmarais Pavilion. Montreal: Montreal Museum of Arts, 1991.